# La Canción
"La Canción" é uma música do cantor colombiano J Balvin e do rapper porto-riquenho Bad Bunny. A música foi lançada em 2 de agosto de 2019 como o segundo single do álbum colaborativo Oasis.

## Desempenho comercial
Como o resto das músicas do Oasis, "La Canción" conseguiu figurar na parada Hot Latin Songs da Billboard, chegando ao número quatro. É o segundo single do álbum da parada na Billboard Hot 100, entrando na parada no número 98 e depois chegando ao número 93.

## Vídeo musical
O videoclipe de "La Canción" foi lançado em 14 de outubro de 2019 e foi dirigido por Colin Tilley. Foi filmado dentro de um clube e sua trama gira em torno da disparidade que ocorre quando um relacionamento termina.

## Desempenho nas paradas musicais
| Tabela musical (2019)                      | Maior posição |
| ------------------------------------------ | ------------- |
| Argentina (Argentina Hot 100)              | 16            |
| Colômbia (National-Report)                 | 42            |
| Espanha (PROMUSICAE)                       | 6             |
| Estados Unidos (Billboard Hot 100)         | 93            |
| Estados Unidos (Billboard Hot Latin Songs) | 3             |

## Vendas e certificações
| Região | Certificação | Vendas  |
| --- | ------------ | ------- |
| Espanha (PROMUSICAE)                                                                                         | Platina      | 40,000^ |
| Estados Unidos (RIAA)                                                                                        | Platina      | 60,000‡ |
| ^distribuições baseadas apenas na certificação ‡vendas+valores de streaming baseados somente na certificação |              |         |